# Star Modelo Z-45
A Star Modelo Z-45 é uma submetralhadora espanhola fabricada pela Star Bonifacio Echeverria, derivada da alemã MP 40.

## Projeto
Os mecanismos internos são semelhantes aos da MP 40. Ao contrário da versão alemã, a Z-45 é uma arma de fogo seletivo (automático ou semiautomático). A arma foi fabricada nas versões de coronha dobrável e coronha de madeira. A Z-45 tinha uma câmara canelada para facilitar a extração com o poderoso cartucho 9×23mm Largo. A maioria das Z-45 foi emitida com um carregador de cofre de 30 cartuchos, mas um carregador curto de 10 cartuchos estava disponível para aplicação da lei ou para forças prisionais que guardavam prisioneiros.

## Variantes
Também foram produzidas versões com câmara para os cartuchos 9×19mm Parabellum, .38 Super e .45 ACP, já que o cano pode ser facilmente removido.

## Serviço
Foi projetada entre 1942 e 1945. A Star Z-45 foi adotada pela Guardia Civil em 1945, pela Polícia Espanhola no ano seguinte, pela Força Aérea em 1947 e finalmente pelo Exército em 1948. Foi usada em combate durante a Guerra de Ifni contra o Exército de Libertação de Marrocos.

## Operadores
- Angola[9]
- Chile[7]
- Cuba[10]
- Egito[11]
- Mauritânia[12]
- Peru[13]
- Portugal[14]
- Arábia Saudita[7]
- Espanha Franquista[15]
- Uruguai[7]
- Zimbabwe[7]